# Berthold de Reichenau
Berthold de Reichenau († 12 mars 1088 ; dit aussi Berthold de Constance, et en latin Bertholdus Constantiensis ou Bertholdus Augiensis) était un moine bénédictin et un chroniqueur de l’abbaye de Reichenau sur le lac de Constance. Disciple et ami d’Herman de Reichenau, ce dernier lui confia à sa mort les tablettes de cire sur lesquelles étaient consignés tous ses écrits inédits. Hermann demanda à Berthold d’en réviser le contenu avant de les faire recopier sur parchemin. Il lui demanda aussi de poursuivre la rédaction de l’histoire du monde qu'il avait commencée (et qui allait de la naissance du Christ à l'an 1054, année où Hermann mourut). Et de fait, les seuls écrits qui demeurent attachés au moine Berthold sont la biographie qu'il consacra à son maître, Hermannus Contractus, la Chronique de Berthold.

## La chronique de Berthold
Cette chronique offrait dans son état d'origine un récit bref et impartial de la période troublée qui précède l'accession au trône papal de Grégoire VII et peut-être des premières années de son règne. Les fragments retrouvés, qui précèdent l'année 1080, ont été réédités avec une introduction de Georg Heinrich Pertz. Celui-ci prétend que Berthold ne s'est pas consacré à la continuation de la chronique d'Hermann avant 1076, et que pour son travail il s'est servi d'une autre chronique, écrite par un autre moine de Reichenau, Bernold ; mais depuis, Wilhelm von Giesebrecht et Hubertus Egenius Schulzen ont montré de façon décisive que Berthold a bien été le premier continuateur d’Hermann et que la chronique de Bernold n'est elle-même que la continuation de celle de Berthold. Toutefois, on débat toujours sur la portée chronologique de la chronique de Berthold. Aemilian Ussermann et Schulzen estiment qu'elle n'allait que jusqu'à l'année 1066, tandis que Pertz, Giesebrecht et d'autres sont d'avis qu'elle allait au moins jusqu'au milieu de l'année 1080, où le manuscrit s'interrompt brutalement au milieu d'une phrase.
Le manuscrit original de Berthold a disparu et toutes les versions connues ont été compilées à partir de différents manuscrits retrouvés dans les monastères suisses de Saint-Gall, Saint-Blaise, Muri (Argovie) et Engelberg. Comme on l'a dit, cette chronique a été poursuivie par le moine Bernold jusqu'à l'année 1100, puis par d'autres auteurs jusqu'à l'année 1175. De divers passages de la chronique de Berthold, il ressort qu’au moins pendant un temps, l'auteur voyait en l'évêque Cadale de Parme le prétendant légitime au trône papal ; mais il se reprit bientôt et dès 1070, voire peut-être encore avant, il reconnut la légitimité d'Alexandre II. Bernold signale dans sa chronique pour l'année 1088 que « Berthold, un excellent professeur très versé dans les Saintes Écritures, est décédé dans un âge très avancé le douzième jour du mois de mars ».

## Édition des Chroniques
- (de) (la) Ian Stuart Robinson (éd.), Bertholds und Bernolds Chroniken, Darmstadt, Wissenschaftliche Buchgesellschaft [Abt. Verlag], coll. « Ausgewählte Quellen zur deutschen Geschichte des Mittelalters » (no 14), 2002, 453 p. (ISBN 3-7752-0214-5).